# Championnat de Hongrie féminin de volley-ball
Le Championnat de Hongrie féminin de volley-ball est la plus importante compétition hongroise de volley-ball féminin organisée par la Fédération hongroise de volley-ball (Magyar Röplabda Szövetség, MRS) ; il a été créé en 1947.

## Historique
La ligue hongroise de volley-ball féminin, également appelée Extraliga, est la première ligue de volley-ball féminin de Hongrie. La première édition a été jouée en 1946-1947 et la ligue n'a pas cessé d'exister depuis, seule la saison 1955-1956 n'a pas été disputée. Parmi les clubs les plus titrés, le Nim-Se Budapest a remporté un total de 11 titres, suivi par l'Újpesti TE 10 titres et, plus récemment, le Vasas Sport Club avec 6 titres.

## Palmarès
| Année   | Champion                            | Finaliste                           | Troisième                           |
| ------- | ----------------------------------- | ----------------------------------- | ----------------------------------- |
| 1947    | Columbia SE                         | Ganz TE                             | NTE                                 |
| 1948    | Columbia SE                         | Ganz TE                             | Polgári Sör                         |
| 1949    | Ganz TE                             | Háztartási Bolt                     | Polgári Sör                         |
| 1949-50 | Ganz TE                             | Csepeli Vasas SK                    | BSE                                 |
| 1950    | BSE                                 | X. Kerültei ÉDOSZ                   | Csepeli Vasas SK                    |
| 1951    | Bp. Petőfi VTSK                     | Ganz Villamossági SK                | Bp. Haladás                         |
| 1952    | Bp. Haladás                         | Bp. Petőfi VTSK                     | Háztartási Bolt                     |
| 1953    | Vasas Turbó                         | Bp. Haladás                         | Háztartási Bolt                     |
| 1954    | Pénzügyminisztérium SC              | Bp. Petőfi VTSK                     | Bp. Haladás                         |
| 1955    | Pénzügyminisztérium SC              | Vasas Turbó                         | Háztartási Bolt                     |
| 1956    | compétition non disputée            | compétition non disputée            | compétition non disputée            |
| 1957    | Pénzügyminisztérium SC              | Háztartási Bolt                     | Bp. Petőfi VTSK                     |
| 1958    | Háztartási Bolt                     | Bp. Petőfi VTSK                     | BVSC                                |
| 1959    | Vasas Turbó                         | Bp. Petőfi VTSK                     | Háztartási Bolt                     |
| 1960    | Háztartási Bolt                     | Bp. Petőfi VTSK                     | Vasas Turbó                         |
| 1961    | Bp. Petőfi VTSK                     | Vasas Turbó                         | Bp. Vörös Meteor                    |
| 1962    | Vasas Turbó                         | Bp. Építők                          | Bp. Petőfi VTSK                     |
| 1963    | Újpesti Dózsa                       | Bp. Építők                          | Bp. Vörös Meteor                    |
| 1964    | Újpesti Dózsa                       | Vasas Turbó                         | Bp. Vörös Meteor                    |
| 1965    | Újpesti Dózsa                       | Bp. Vörös Meteor                    | Vasas Turbó                         |
| 1966    | Újpesti Dózsa                       | Testnevelési Főiskola SE            | NIM SE (Nehézipari Minisztérium SE) |
| 1967    | Újpesti Dózsa                       | Bp. Vörös Meteor                    | Bp. Előre                           |
| 1968    | Újpesti Dózsa                       | NIM SE (Nehézipari Minisztérium SE) | Bp. Előre                           |
| 1969    | NIM SE (Nehézipari Minisztérium SE) | Újpesti Dózsa                       | BKV Előre                           |
| 1970    | Újpesti Dózsa                       | NIM SE (Nehézipari Minisztérium SE) | BKV Előre                           |
| 1971    | NIM SE (Nehézipari Minisztérium SE) | Újpesti Dózsa                       | BKV Előre                           |
| 1972    | NIM SE (Nehézipari Minisztérium SE) | Újpesti Dózsa                       | BKV Előre                           |
| 1973    | NIM SE (Nehézipari Minisztérium SE) | Újpesti Dózsa                       | Bp. Spartacus                       |
| 1974    | NIM SE (Nehézipari Minisztérium SE) | Újpesti Dózsa                       | Bp. Spartacus                       |
| 1975    | NIM SE (Nehézipari Minisztérium SE) | Újpesti Dózsa                       | Bp. Spartacus                       |
| 1976    | NIM SE (Nehézipari Minisztérium SE) | Újpesti Dózsa                       | Bp. Vasas Izzó SK                   |
| 1977    | NIM SE (Nehézipari Minisztérium SE) | Újpesti Dózsa                       | Bp. Vasas Izzó SK                   |
| 1978    | NIM SE (Nehézipari Minisztérium SE) | Bp. Vasas Izzó SK                   | Újpesti Dózsa                       |
| 1979    | NIM SE (Nehézipari Minisztérium SE) | Újpesti Dózsa                       | Bp. Vasas Izzó SK                   |
| 1980    | Bp. Vasas Izzó SK                   | NIM SE (Nehézipari Minisztérium SE) | Újpesti Dózsa                       |
| 1981    | NIM SE (Nehézipari Minisztérium SE) | Bp. Vasas Izzó SK                   | Újpesti Dózsa                       |
| 1982    | Bp. Vasas Izzó SK                   | Vasas SC Budapest                   | Újpesti Dózsa                       |
| 1983    | Tungsram SC                         | Vasas SC Budapest                   | Újpesti Dózsa                       |
| 1984    | Tungsram SC                         | Újpesti Dózsa                       | Vasas SC Budapest                   |
| 1985    | Tungsram SC                         | Újpesti Dózsa                       | Bp. Spartacus                       |
| 1986    | Újpesti Dózsa                       | Tungsram SC                         | Alba Volán SC                       |
| 1987    | Újpesti Dózsa                       | Tungsram SC                         | Vasas SC Budapest                   |
| 1988    | Tungsram SC                         | Újpesti Dózsa                       | BVSC                                |
| 1989    | Vasas SC Budapest                   | Tungsram SC                         | Eger SE                             |
| 1990    | Újpesti Dózsa                       | Vasas SC Budapest                   | Eger SE                             |
| 1991    | Eger SE                             | BVSC-Miriad                         | Tungsram SC                         |
| 1992    | Tungsram SC                         | Eger SE                             | BVSC                                |
| 1993    | Tungsram SC                         | Eger SE                             | Vasas TuttoMobili                   |
| 1994    | Kordax-Eger SC                      | Tungsram SC                         | Extrade SC                          |
| 1995    | Kordax-Eger SC                      | Tungsram SC                         | Vasas SC Budapest                   |
| 1996    | Kordax-Eger SC                      | Vasas-Budai Tégla SC                | Budapest SE-CSM                     |
| 1997    | Eger-AgriaComputer RC               | Vértes Volán SE-Tatabánya           | Budapest SE-CSM                     |
| 1998    | Eger-AgriaComputer RC               | Budapest SE-CSM                     | Vértes Volán SE-Tatabánya           |
| 1999    | Vértes Volán SE-Tatabánya           | Budapest SE-CSM                     | EGUT RC-Eger                        |
| 2000    | Szakszig NRK-Nyíregyháza            | EGUT RC-Eger                        | Budapest SE-CSM                     |
| 2001    | Szakszig NRK-Nyíregyháza            | EGUT RC-Eger                        | Budapest SE-CSM                     |
| 2002    | Szabolcsút NRK-Nyíregyháza          | Budapest SE-FCSM                    | V-fon Jászberényi RK                |
| 2003    | NRK Nyíregyháza                     | Budapest SE-FCSM                    | Vasas-Budai Tégla SC                |
| 2004    | Budapest SE-FCSM                    | Vasas SC Opus-Via Óbuda             | Minor-Phoenix-Mecano-Kecskeméti RC  |
| 2005    | Vasas SC Opus-Via Óbuda             | NRK Nyíregyháza                     | Budapest SE-FCSM                    |
| 2006    | Budapest SE-FCSM                    | Vasas SC Opus-Via Óbuda             | NRK Nyíregyháza                     |
| 2007    | Betonút-NRK Nyíregyháza             | TEVA Gödöllői RC                    | Budapest SE-FCSM                    |
| 2008    | Vasas SC Opus-Via Óbuda             | Betonút-NRK Nyíregyháza             | Budapest SE-FCSM                    |
| 2009    | Budapest SE-FCSM                    | Betonút-NRK-Nyíregyháza             | Vasas SC Duna Autó Óbuda            |
| 2010    | Budapest SE-FCSM                    | Vasas SC Duna Autó Óbuda            | TEVA Gödöllői RC                    |
| 2011    | Budapest SE-FCSM                    | Vasas SC Duna Autó Óbuda            | Újpest UTE                          |
| 2012    | Vasas Óbuda Hofeka                  | TEVA Gödöllői RC                    | Budapest SE-FKF                     |
| 2013    | Vasas SC-Óbuda                      | TEVA Gödöllői RC                    | Budapest Bank-Békéscsabai RSE       |
| 2014    | Linamar-Békéscsabai RSE             | Vasas SC-Óbuda                      | TEVA Gödöllői RC                    |
| 2015    | Linamar-Békéscsabai RSE             | Vasas SC-Óbuda                      | Újpest UTE                          |
| 2016    | Linamar-Békéscsabai RSE             | Vasas SC-Óbuda                      | Újpest UTE                          |
| 2017    | Linamar-Békéscsabai RSE             | Vasas SC-Óbuda                      | Fatum-Nyíregyháza                   |
| 2018    | Linamar-Békéscsabai RSE             | Fatum-Nyíregyháza                   | Újpest UTE                          |
| 2019    | Vasas SC-Óbuda                      | Fatum-Nyíregyháza                   | Swietelsky-Békéscsabai RSE          |
| 2020    | non terminé                         | non terminé                         | non terminé                         |